# La provinciale (film 1953)
La provinciale è un film sentimentale del 1953 diretto da Mario Soldati, presentato in concorso al 6º Festival di Cannes, tratto dall'omonimo romanzo breve di Alberto Moravia, pubblicato nel 1937 e inserito nella raccolta L'imbroglio.

## Trama
La bellissima Gemma, figlia di una affittacamere, sogna un matrimonio che la possa liberare dall'ambiente ristretto in cui è cresciuta e che le porti benessere e prestigio sociale; si innamora così di Paolo, l'erede di un conte che frequenta fin da bambina; tuttavia, sua madre le rivela che la relazione con il giovane è impossibile: lei stessa è nata da una sua relazione con il conte, il che vuol dire che Paolo è il suo fratellastro. 
Scioccata, la ragazza finisce per accettare di sposare Franco, un professore abbastanza maturo che abita come pensionante nella sua stessa casa. Gemma trova la vita con Franco piuttosto monotona, mentre lui la trascura per i suoi studi. Sentendosi sola, la ragazza comincia a frequentare Elvira, una presunta contessa rumena che in realtà è solo una faccendiera presuntuosa e ciarlatana. La contessa la convince a concedersi a Luciano, un conoscente di Gemma già dai tempi in cui lei frequentava villa di Paolo. Elvira cerca di trarre illecitamente profitto sia dalla conoscenza con Luciano sia da Gemma, per poi installarsi dentro la sua casa: la ricatta minacciando di rivelare al marito l'avventura avuta da Gemma con Luciano. Messa alle strette, Gemma inizia a rendersi conto del valore del suo matrimonio, tanto più che a Franco viene offerta una cattedra universitaria a Roma. Un problema sta nel fatto che la contessa è decisa a seguire la coppia anche dopo il trasferimento in città e non è neanche escluso che voglia indirizzare Gemma alla prostituzione. 
Una sera, dopo aver tentato di mandare via l'invadente contessa, Gemma perde la calma e la ferisce con un coltello: l'episodio apre gli occhi a Franco. Finalmente consapevole dei propri errori e di quelli di Gemma, egli caccia di casa la contessa, malgrado quest'ultima si difenda proferendo vuote minacce. Tuttavia, Franco si rivela più fermo della contessa e alla fine marito e moglie si riconciliano.

## Produzione
La pellicola, ascrivibile al filone del "melodramma strappalacrime" (in seguito ribattezzato dalla critica come neorealismo d'appendice), presenta una Gemma fisicamente molto diversa dalla donna «ossuta e sgraziata» descritta nel racconto di Moravia (ma la differenza fu bene accolta dai critici «...perché il suo fascino fisico è tale da facilitare nello spettatore la comprensione degli accadimenti») e punta su una costruzione a flashback, inconsueta per l'epoca. La storia è anche narrata da tre voci diverse: prima quella di Paolo, che ripensa al suo innamoramento con Gemma; poi la madre, che ripercorre mentalmente gli eventi fino al matrimonio; in seguito il marito di Gemma, che riprende il filo del discorso che arriva però alla conclusione con il dialogo tra lui e la moglie.

### Riprese
Pur non essendo mai nominata, Lucca è la città in cui si svolge la vicenda, e in cui sono stati girati gli esterni del film. Un'analisi delle location è presente anche nel volume Le dimore di Lucca.

La città di ambientazione proposta, Lucca, non corrisponde alla descrizione fatta nel romanzo. Il "corso" che si snoda all'apice della lunga collina e termina al cospetto della cattedrale, "La città turrita" come la chiamava Lucrezia Borgia, la circonvallazione alla base della collina, i ripidi dirupi, i dedali di vicoli in discesa e le scalinate fanno pensare a Perugia, così come riportato alla conferenza stampa tenutasi il 22 aprile 2016 a Perugia, Palazzo Cesaroni, "Bettina e Brajo, il Salotto di casa Fuso, con Moravia, Argan, Guttuso, Burri": 
La provinciale, che valse alla protagonista la grolla d'oro, fu il primo film in cui l'attrice si doppiò da sola.

## Distribuzione
Il film venne distribuito nelle sale cinematografiche italiane dal 18 febbraio 1953 e, nell'aprile dello stesso anno, fu presentato in concorso al Festival di Cannes.

## Accoglienza

### Critica
(Giulio Cesare Castello, per Cinema, recensione del 15 marzo 1953)
Il film è stato poi selezionato tra i 100 film italiani da salvare.

## Riconoscimenti
- 1953 - Nastro d'argento[10]
  - Miglior film a Mario Soldati
  - Miglior attore non protagonista a Gabriele Ferzetti
  - Candidatura per la Miglior attrice protagonista a Gina Lollobrigida